# Ангел Динев
Ангел Динев с псевдоними Смоков, Дантон и Еликсир е деец на ВМОРО и на ВМРО (обединена), български и югославски общественик, новинар, публицист, историк и политически работник, македонист.

## Биография

### Ранни години
Роден е в 1891 година в гевгелийското село Смоквица. Получава основно образование, работи като овчар и е псалт в църквата. Работи в Солун като работник във фурна (1909 – 1911) и в българската митрополия, като същевременно е организатор на привременния околийски комитет на ВМОРО за селата в Гевгелийска околия от дясната страна на Вардар. През есента на 1911 година става член на Гевгелийския околийски революционен комитет. От май 1912 година е секретар на четата на Коста Христов Попето, която е въоръжена от върховистите около Стефан Николов.
При избухването на Балканската война в 1912 година е доброволец в Македоно-одринското опълчение и служи в четата на Коста Попето, а по-късно в 3 рота на 15 щипска дружина. През Първата световна война Динев служи в Единадесета пехотна македонска дивизия.
През 1922 се заселва в София и работи в Министерството на земеделието, а след това като контрольор на трамвай. Сътрудник е на вестник „Илинден“, издаван от Арсени Йовков (1922), където пише повечето от уводните статии, както и на „Пирин“ и „20 юли“ (1922 – 1924). В 1926 година издава брошурата „Кресненското въстание“, в която разглежда „Кресненско-разложкото въстание“, като българско дело и твърди, че
| „ | ...македонското въстание по своята економическа издънка, по своя размах на действие, по своя метод на борба е брънка от народностните революционни прояви на цялото българско племе... | “ |

През 1929 година издава книгата „Гръцко-турският съюз против ВМРО“, в която на почти всяка страница пише за терора над македонските българи. Последната му книга, в която говори за българщината на местното славянско население в Македония - "Хуриетът и следхуриетските борби в Гевгелийско", излиза през 1934-та - годината на комитерновското решение за създаване на "македонска нация".

### Обществена и политическа дейност
| “ | Драги братя, Организацията вече изпраща своя последен куршум срещу петвековния тиранин. Ядката от ореха, за който сега се бият съюзените държави с тоя тиранин е в полза на Македонеца, защото той доказа, че трябва да бъде свободен. Но все пак свободата няма да ни се поднесе даром. Войната може би ще продължи и докато тя трае, реквизиционните комисии всичко ще Ви изземат. Ето защо поканваме Ви да разгласите между населението, щото всяка къща да си направи скривалище и да укрива храните си, да укрива и добитъка си от погледа на реквизиционната комисия и да смели по възможност повече брашно. Засега изпълнете само това нареждание, след което ще последва друго. Като ви уверяваме в близкия ден на свободата, ние извикваме: Да живее Автономна Македония! Да живее свободата! Коста Хр. Попов Секретар: А. Динев | ” |
|   | |   |

Динев е ръководител на Гевгелийското братство от 1927 до 1947 година, a между 1928 – 1942 година работи като чиновник в Министерство на земеделието. Редактор е на списание „Македонски вести" (1935-1936), близък идейно до Македонския литературен кръжок. През 1932 година заедно с Христо Трайков, Д. Попевтимов, Г. Попандов, Б. Бачев и други водят активна политика срещу ръководството на Съюза на македонските емигрантски организации. След Деветнадесетомайския преврат от 1934 година е поканен да участва в ръководното тяло на организацията. През 1938 година издава македонистката брошура „Македонските славяни“ в която твърди исторически небивлици и очерня видни български исторически личности като възрожденците Йоан Екзарх, Васил Априлов, обвинени в стремеж към „унищожение на македонския език“.
Участник е в комунистическата съпротива през Втората световна война.  През септември 1944 година подписва в София „Апела към македонците в България“ и участва в овладяването на македонските организации от новата власт. Редактор е и на вестник „Доброволец“ (1944). Същата година издава брошурата си „Етнографската идея на македонските славяни“, в която македонските българи са обявени за различен етнос, но Динев признава, че ВМОРО не е македонистка организация, постулираща етническа разлика между македонците и представителите на другите български етнографски групи:
| „ | Македонските революционери с цената на саможертвата пробудиха политическото съзнание на народа. Но те не му дадоха най-важното оръжие. Не му дадоха етническо съзнание. | “ |

В тази книга признава, и че редица членове и симпатизанти на Българската комунистическа партия, с които е бил интерниран в концлагера „Кръстополе“ третират македонците като българска етнографска група и се опитвали да разубеждават македонистите, твърдяли са, че те в тази епоха са се превръщали в македонци с политическа цел и само по линията на партийната дисциплина се съгласяват, че тази нация трябвало да се създаде.
Автор е на „Илинденска епопея", том първи издаден в София в 1946 година и том втори в Скопие в 1949 година. Книгата е опит за историографско описание на дейността на ВМОРО в периода 1893 – 1908 година, в което залага като основна идея антагонизма между ВМОРО и ВМОК, като го представя преди всичко като етнически конфликт между българи и македонци. Прави опит да омаловажи двутомника на Христо Силянов „Освободителните борби на Македония“.
През 1947-1948 година е подпредседател на Централния инициативен комитет на македонските културно-просветни дружества и е част от крайното проюгославско македонистко течение в ръководството на комитета заедно с Васил Ивановски, Георги Абаджиев, Асен Чаракчиев и Михаил Сматракалев. През август 1948 г., след решенията от юли същата година на ХVІ пленум на ЦК на БРП (к), на който се осъжда ЮКП и се взема решение да се преустанови приемането в Пиринска Македония на културни емисари от Югославия, Динев съставя меморандум, осъждащ новата партийна линия на БКП. Въпреки че не получава подписите на останалите членове на ръководството на Съюза, той заминава за Скопие и го публикува от името на Централния комитет във вестник „Нова Македония“. По този повод е критикуван от Павел Шатев и Панко Брашнаров:
| „ | Затова се дойде до печалния факт сред огромната македонска емиграция в България нашата кауза да се „брани и „защитава“ от един професионален агент, продажник още на крал Александър, известен малоумник и безхарактерник - Ангел Динев, който с резолюцията, изготвена и продиктувана от други, напада и обвинява БРП(к). Тая резолюция е вече с охота отпечатана в 100 000 екземпляра, за да се разпространява навсякъде в един момент, когато у нас няма хартия даже за учебници. | “ |

Остава в Скопие, където става сътрудник на новосъздадения Институт за национална история. През 1951 година издава книгата си „Политическите убийства в България“, в чиито предговор обвинява ВМРО на Тодор Александров и Иван Михайлов, че е била инструмент на „българския фашизъм“ и отрича и българския характер на Тракия. Умира в Скопие в 1952 година. Между 1983 – 1987 година в пет тома са издадени всичките му съчинения под редакцията на Владимир Картов.